# Revtraviricetes
Die Revtraviricetes sind eine Klasse von Viren, die alle Viren umfasst, die für eine reverse Transkriptase kodieren. Die Gruppe umfasst alle ssRNA-RT-Viren (einschließlich der Retroviren) und dsDNA-RT-Viren. Sie ist die einzige Klasse im Phylum Artverviricota, das wiederum das einzige Phylum im Reich Pararnavirae ist. Der Name der Gruppe ist ein Portmanteau aus „reverse Transkriptase“ und -viricetes, dem Suffix für eine Virusklasse.

## Systematik
Das ICTV, NCBI kennt mit Stand 3. März 2025 in der Klasse Revtraviricetes folgende Mitglieder:
- Ordnung Blubervirales
- Ordnung Ortervirales

Nach der Taxonomie des National Center for Biotechnology Information (NCBI) gehören vorschlagsgemäß noch incertae sedis hinzu:
- Spezies „Pliego virus“ – Wirt: Fledermäuse
- Spezies „Toolik virus“